# Иванов, Сергей Иванович (скульптор)
Сергей Иванович Иванов (1828, Москва — 17 [30] октября 1903, там же) — русский скульптор, сторонник академизма, важная фигура среди московских ваятелей пореформенной эпохи, ближайший ученик Николая Рамазанова, педагог. Академик Императорской Академии художеств (с 1854), преподаватель московского Училища живописи, ваяния и зодчества (в 1868–1894); в последнем качестве — наставник Сергея Волнухина, Сергея Конёнкова и Анны Голубкиной.

## Биография

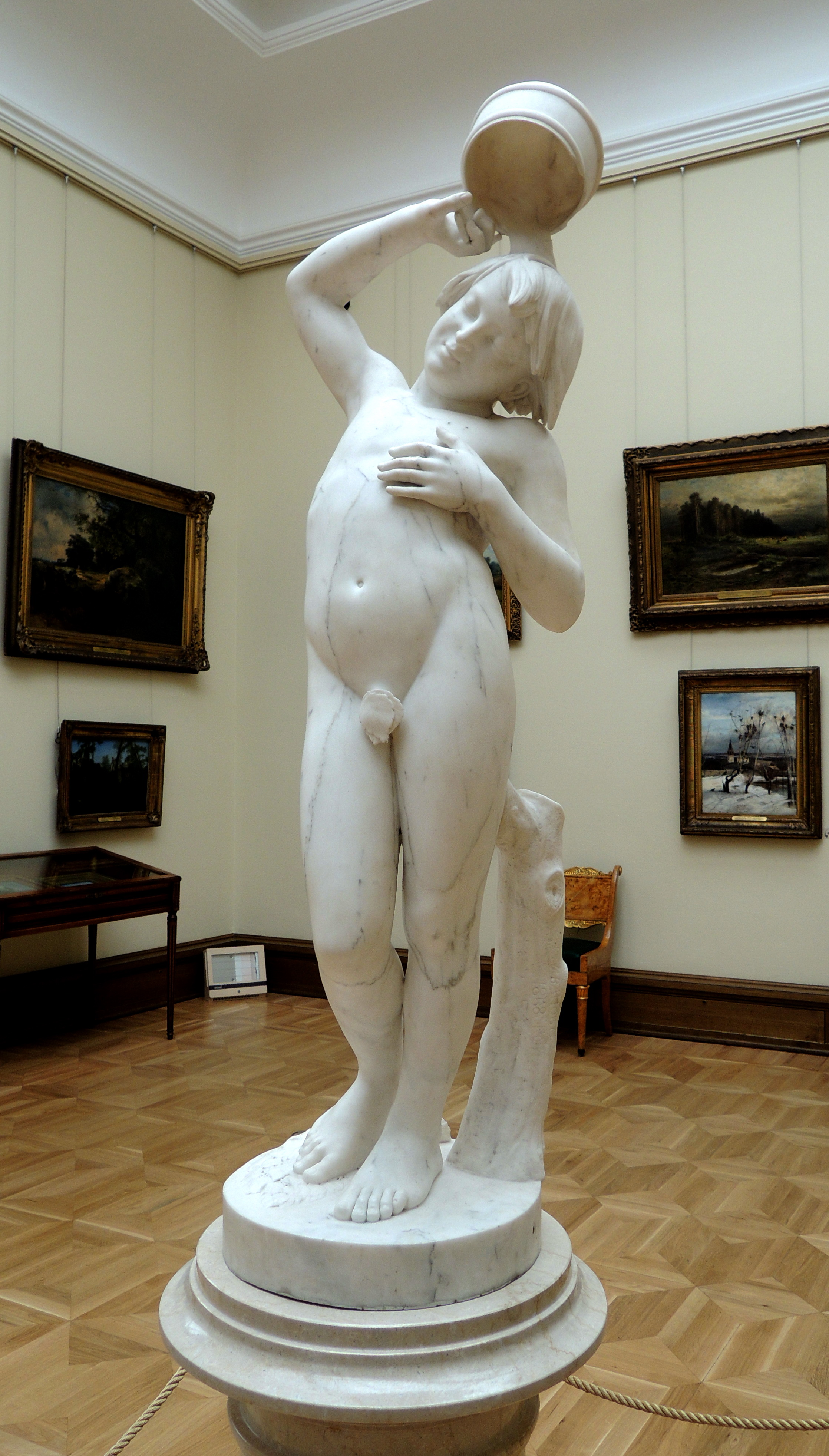
Мальчик в бане (1858) ГТГ

Получил художественное образование в Московском училище живописи, ваяния и зодчества под главным руководством Н. А. Рамазанова.
В октябре 1854 года за статую «Мальчик в бане» (мраморный экземпляр — в Третьяковской галерее, в Москве), возведён в звание академика. 
В 1868 году, после отставки по болезни Николая Штрома, занял его место преподавателя скульптуры в том же Московском училище. В числе учеников С. И. Иванова — выдающиеся скульпторы А. С. Голубкина и С. Т. Конёнков.
Со своими произведениями на публичных выставках появлялся лишь изредка. 
Из его работ выделяются статуи «Неаполитанский рыбачок с раковиной», и «Апостол Андрей» (исполненная для Московского Исторического музея), группы «Материнская любовь», «Мальчик на лошади», «Поцелуй Иуды», «Тигр, впившийся в шею оленя» и «Львица с детенышами», эскиз статуи «Моисей, источающий воду из камня», проект памятника А. С. Пушкину, бюсты актёров С. В. Шумского, В. И. Живокини, Н. К. Садовского и баснописца И. А. Крылова.